# Mount Crested Butte
Mount Crested Butte é uma cidade  localizada no estado americano de Colorado, no Condado de Gunnison.

## Demografia
Segundo o censo americano de 2000, a sua população era de 707 habitantes.
Em 2006, foi estimada uma população de 765, um aumento de 58 (8.2%).

## Geografia
De acordo com o United States Census Bureau tem uma área de
4,0 km², dos quais 4,0 km² cobertos por terra e 0,0 km² cobertos por água.

## Localidades na vizinhança
O diagrama seguinte representa as localidades num raio de 40 km ao redor de Mount Crested Butte.